# Heinrich II. von Verden
Heinrich II. von Hoya († 15. Februar 1441) war Fürstbischof von Verden, gewählt am 21. Februar 1407 und resigniert am 14. August 1426.
Heinrich erreichte es, dass die trüben Zeiten seines Vorgängers, Konrad von Soltau, für sein Stift noch in Schatten gestellt wurden. Er war ein Sohn des Grafen Gerhard von Hoya, Vater des nachher regierenden, ihn öfter bekämpfenden Grafen Otto von Hoya; schon 1384 Domkantor und 1387 Domdechant zu Verden. Der Familieneinfluss, besonders seiner Schwäger, der Herzöge Bernhard und Heinrich von Lüneburg, setzte seine Wahl durch; die Zögerung des Domkapitels hatte aber König Ruprecht benutzt, seinen geistlichen Diplomaten, den mit den Interessen des kurpfälzischen Hauses eng verbundenen Herrn Ulrich von Albach (Albek in niederd. Form) zum Verdener Bischofe vom schismatischen Papst Gregor XII. ernennen zu lassen. Eine Intrige des Domkapitels um beide Gegner durch die mächtige Ritterfamilie von Behr zu verdrängen, scheiterte, und nun hatte zunächst Ulrich das Lüneburgische, da ihm die Herzöge und die Stadt Lüneburg zufielen, Heinrich das fürstbischöfliche Gebiet selbst in Besitz. 
Beide Gegenbischöfe besuchten 1409 das Konzil zu Pisa, Ulrich als Agent Ruprechts, weshalb denn der neue Papst Alexander V. Heinrich bestätigte. Trotzdem hielten die Stadt Lüneburg und Herzog Heinrich an Ulrich fest, und König Sigismund hielt dies Verhältnis am 26. Juli 1414 aufrecht, bis ein Konzil auch über das bischöfliche Schisma entschieden habe; so spiegelte sich das päpstliche auch im Norden wider; der Befehl des Gegenpapstes Johannes XXIII. an die Stadt, schon von Konstanz datiert, 7. Februar 1415, blieb daher fruchtlos. 
Die Kämpfe im Stift gehören der Spezialgeschichte an; Heinrich zeigte sich völlig kraft- und charakterlos, so geriet er bald mit seinem Schwager, bald mit seinem Bruder, seiner Stadt Verden, mit seinen Vettern, den Grafen von Oberhoya in Feindschaft und wieder in Freundschaft. Seit 1415 warf ihn dieser Hader dem Erzbischof Johann II. (von Slamstorf), später dessen Nachfolger, dem fehdelustigen Landschädiger Nikolaus (von Oldenburg-Delmenhorst seit 1422), in die Arme, was zu den verwüstendsten Raubzügen im Wesergebiete zwischen Verden und Bremen führte. Seine eigene Residenz Rotenburg war ihm 1416 von den Herzögen entrissen. Sein böser Geist scheint sein vertrauter Ratgeber, der Geistliche Johannes Veleber (plattdeutsch für Viel-Bier) gewesen zu sein, denn das Domkapitel, die Stadt und die Lüneburger Herzöge gleich hassten, und den die letzteren 7 Jahre zu Rotenburg gefangen in Fesseln hielten. 1417 hatte das Konzil Ulrich von Verden entfernt, der Erzbischof Eberhard von Salzburg verlieh ihm das Bistum Seckau (zu Graz).
Gleichzeitig erkannte es Heinrich an, befahl am 19. September 1417 der Stadt Lüneburg, ihm zu gehorchen, und ein königlicher Befehl vom 9. Oktober 1418 forderte noch für Ulrich die bisher einbehaltenen Gefälle. Fernere drei königliche Edikte vom 23. September und 23. Dezember 1418, durch den Canonicus Hermann Dwergh erzielt, suchten das Domkapitel, Lüneburg und Herzog Wilhelm zu Gunsten Heinrichs zu zwingen; der Verwirrung war aber nicht zu steuern. Heinrich resignierte daher am 14. August 1426 zu Gunsten des päpstlichen Secretarius Johann von Atzel oder Assel gegen eine Rente von 400 Goldgulden, die ihm aber auch noch wegen Wiedereinbringung von Verschleuderungen gekürzt wurde. 
Er starb in Verden am 15. Februar 1441 und wurde im Dom beigesetzt. Seinem Nachfolger hatte er ein völlig bankerottes Stift übergeben, aber kaum ein Verdener Bischof hat Kaiser, Päpste und Konzile mehr in Bewegung gesetzt als dieser untüchtige Mann, unter dem es einen Landfrieden kaum noch gab.